# Sara Menker

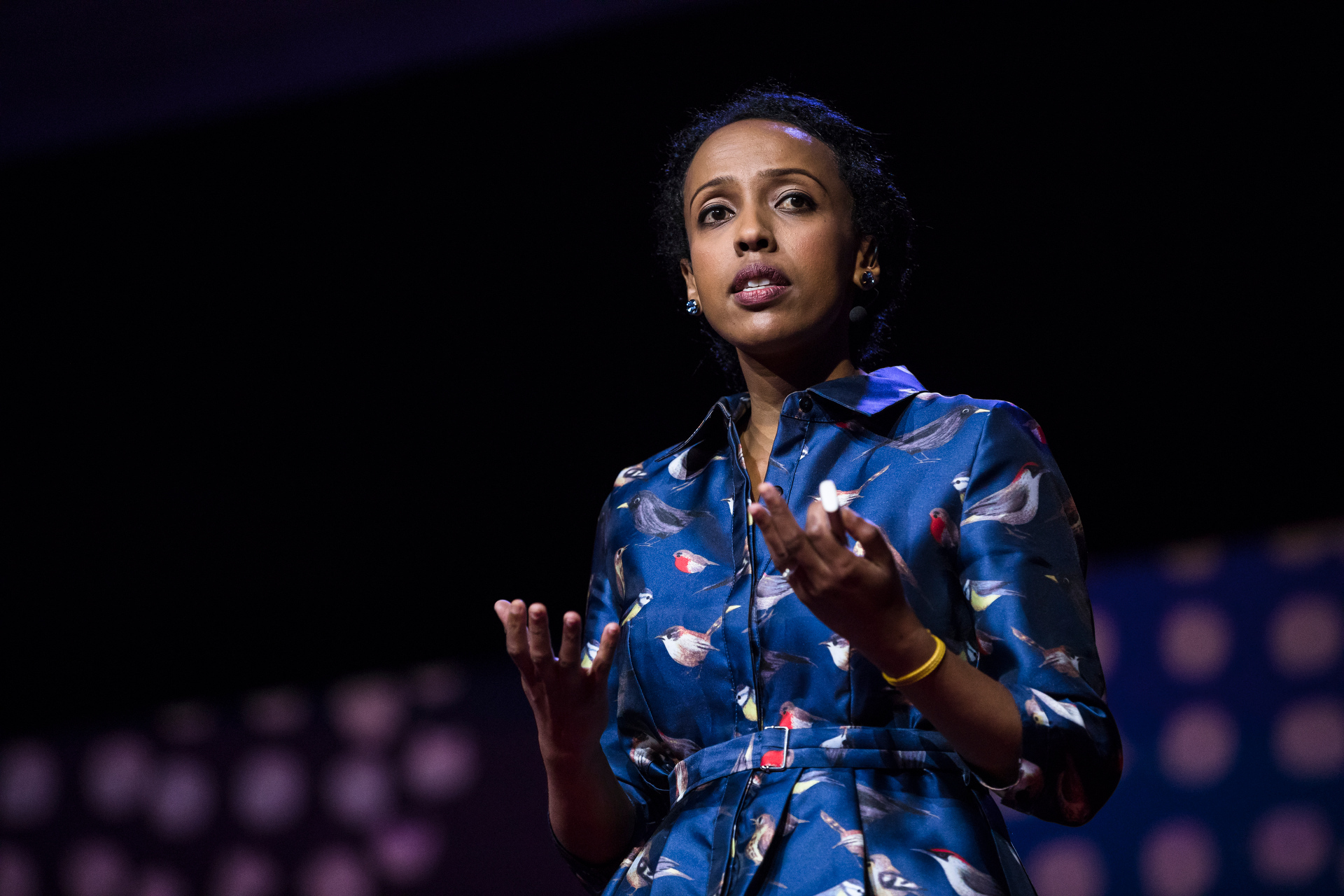
Sara Menker, 2017

Sara Menker (* 1982) ist eine äthiopische Unternehmerin und Geschäftsführerin bei Gro Intelligence. 2021 wählte die Zeitschrift Time sie in die Liste der 100 einflussreichsten Persönlichkeiten des Jahres.

## Beruflicher Werdegang
Sara Menker wuchs in Äthiopien in einer Mittelschichtfamilie auf. Ihre Mutter war Näherin bei Ethiopian Airlines, ihr Vater arbeitete in der IT-Abteilung der Wirtschaftskommission der Vereinten Nationen für Afrika.
Sie studierte in den USA an der Columbia University und am Mount Holyoke College sowie an der London School of Economics. Nach dem Studium stieg sie bei Morgan Stanley in den Energiehandel ein.
2014 beendete sie ihre Karriere im Rohstoffhandel, um Gro Intelligence zu gründen, ein Unternehmen für globale Agraranalyse. Sie wurde dort Geschäftsführerin. Gro Intelligence verwendet künstliche Intelligenz sowie öffentliche und private Daten. Auf dieser Basis untersucht es die Wertschöpfungskette der Landwirtschaft weltweit und verfolgt das Ziel, Trends in der Lebensmittelversorgung vorherzusagen.

## Forschungs- und Publikationsschwerpunkte
Menker kam zu dem Ergebnis, dass der Welt ab 2027 jährlich 214 Billionen Kalorien fehlen könnten und so eine Ernährungskrise ausgelöst würde, die zu einer politischen Krise führen würde: „Es könnte einen Punkt geben, an dem der steigende Bedarf die strukturelle Produktionskapazität der Nahrungsproduktion übersteigt und die globalen Nahrungsmärkte kippen. Menschen könnten verhungern und Regierungen zusammenbrechen.“
Die weltweiten Dürreperioden, der Klimawandel, Probleme in den Lieferketten und der Mangel an Düngemitteln seien laut Menker dafür verantwortlich, dass die Weizenvorräte sinken. Politische Krisen wie der Ukrainekrieg trügen zur Krise in der Ernährungssicherheit bei. Ein ähnliches Risiko bestünde für Mais und andere Getreidesorten.

## Mitgliedschaften (Auswahl)
- Fellow des Aspen Institutes[7]
- Treuhänderin des Mandela Institute For Development Studies (MINDS)[7]

## Auszeichnungen und Ehrungen (Auswahl)
- 2014 Global Young Leader durch das Weltwirtschaftsforum[7]
- 2021 Auszeichnung Time 100 als eine der einflussreichsten Persönlichkeiten des Jahres[8]

## Veröffentlichungen (Auswahl)
- How to turn energy windfall into a blessing rather than a curse. In: African business. Band 403, 2013, S. 28–29